# Балтазар Ердман фон Промниц
Балтазар Ердман фон Промниц (на немски: Balthasar Erdmann, Graf von Promnitz) е имперски граф на Промниц, господар на Плес, Зорау, Трибел (Тшебел), Наумбург (Новогруд-Бобжански), Кличдорф и Дрена.

## Биография
Роден е на 9 януари 1659 година в Зорау, Долна Лужица (днес Жари, Полша). Той е син на граф Ердман I Леополд фон Промниц-Плес (1631 – 1664) и съпругата му фрайин Елеонора фон Ракниц (1636 – 1679), дъщеря на фрайхер Мориц II фон Ракниц и Анна Катарина фон Дитрихщайн-Ебенау (* ок. 1596). Внук е на граф Зигмунд Зайфрид фон Промниц (1595 – 1654), господар на Зорау, Трибел, Доберлуг и Плес, и Анна Маргарета фон Путбус (1604 – 1645). Брат е на Кристоф Улрих фон Промниц (1663 – 1677, Франкфурт на Одер), и на Маргарета Катарина фон Промниц († 1683), омъжена за Йоахим Фридрих Шенк фон Ландсберг († 1689).
След ранната смърт на баща му през 1664 г. неговият брат, чичо му, фрайхер Улрих Хипархос фон Промниц (1636 – 1695) е определен за опекун на децата. Балтазар Ердман получава интензивно религиозно обучение от домашните му учители, които са теолози. През 1672 г. той посещава университета Виадрина във Франкфурт на Одер, след това в университета в Тюбинген. През 1676 г. той пътува до Женева и през Италия.
През 1679 г. Балтазар Ердман поема господствата Зорау и Трибел в Долна Лужица, и Плес и Наумбург в Силезия от наследството на баща му. Резиденцията му остава в двореца в Зорау.
През 1682 г. той се жени за Емилия Агнес Ройс фон Шлайц. С нея идват пиетически влияния във фамилията. Същата година той купува собственостите Халбау и Кунау в Долна Лужица, през 1684 г. – господството Бурау, 1690 – господствата Верау и Кличдорф в Горна Лужица и 1697 г. – господството Дрена в Долна Лужица.
Умира на 3 май 1703 г. в Зорау след тежка болест на 44-годишна възраст. Погребан е на 18 декември в църквата на Зорау.

## Фамилия
Балтазар Ердман фон Промниц се жени на 10 август 1682 г. в Шлайц за графиня Емилия Агнес Ройс фон Шлайц (* 11 август 1667, Шлайц; † 15 октомври 1729, Дрена), дъщеря на граф Хайнрих I Ройс фон Шлайц (1639 – 1692) и първата му съпруга Естер фон Хардег (1634 – 1676), дъщеря на граф Юлиус III фон Хардег (1594 – 1684) и Йохана Сузана фон Хардег-Глац († 1639). Tе имат децата:
- Ердман II фон Промниц (* 22 август 1683; † 7 септември 1745), граф фон Промниц, женен I. на 16 юни 1705 г. във Вайсенфелс за принцеса Анна Мария (* 17 юни 1683; † 16 март 1731), II. на 21 февруари 1733 г. в Шлайц за Хенриета Елеонора фон Лобенщайн (* 1 януари 1706, Лобенщайн; † 7 април 1762, Дрена)
- Фридрих фон Промниц-Халбау (* 11 октомври 1684; † 13 юни 1712), граф фон Промниц-Халбау, фрайхер фон Плес, женен за графиня Хелена Мария Шарлота Тенцзин фон Пацзински (* 3 януари 1694; † 1741)
- Хайнрих фон Промниц (* 14 януари 1686; † 23 май 1700)
- Естер Максимилиана Елизабет фон Промниц (* 20 февруари 1687; † 28 септември 1701)
- Филипина Хенриета Терезия фон Промниц (* 25 ноември 1689; † 30 ноември 1689)

Вдовицата му Емилия Агнес Ройс фон Шлайц се омъжва втори път на 13 февруари 1711 г. за херцог Фридрих фон Саксония-Вайсенфелс (1673 – 1715).